# Estación Porvenir (Uruguay)
Pour les articles homonymes, voir Estacion.
Estación Porvenir est une localité uruguayenne du département de Paysandú, rattachée à la municipalité de Porvenir.

## Localisation
Située au sud-ouest du département de Paysandú dans la Cuchilla del Rabón, Estación Porvenir se niche au sud de l' arroyo San Francisco Grande, sur la route 90 à 23 km à l'est de la ville de Paysandú.

## Population
| 2004 | 2011 |
| ---- | ---- |
| 190  | 137  |

## Source
- (es) Cet article est partiellement ou en totalité issu de l’article de Wikipédia en espagnol intitulé « Estación Porvenir (Uruguay) » (voir la liste des auteurs).